# Harald Tyrdal
Harald Tyrdal, norveški rokometaš, * 25. november 1946, Oslo.
Leta 1972 je na poletnih olimpijskih igrah v Münchnu v sestavi norveške rokometne reprezentance osvojil deveto mesto.